# Móra Ferenc híd
A Móra Ferenc híd amely az M43-as autópálya részeként a Tisza fölött Csongrád-Csanád vármegye délkeleti térségeit köti össze az M5-ös autópályával. Valójában három híd: két hagyományos ártéri gerendahíd és a főmeder fölött átívelő ferdekábeles függőhíd. Nevét Móra Ferenc íróról kapta.

## Története

### Tervezés
A 21. század első éveiben előbb Magyarország, majd Románia is csatlakozott az Európai Unióhoz (EU). Az élénkülő gazdasági kapcsolatok és az ennek következtében megnövekvő nemzetközi áruszállítás hamarosan meghaladta a Szeged és Arad között futó 43-as főút kapacitását. A 43-as út Szeged belső városrészeit is érintő szakaszán állandósultak a torlódások és rendszeresek voltak a balesetek, miközben napi 3000 kamion haladt át a városon.
2003-at megelőzően a magyar állam félautópályaként tervezte az M43-as út kiépítését. Ennek megfelelően az Uvaterv Zrt. elkészítette egy 2×1 sávos közúti híd terveit, ám a forgalom rohamos növekedése hamarosan felülírta azokat. 2003-ban a növekvő forgalom miatt az M43-as autópálya építése bekerült az Európai Unió strukturális alapjaiból finanszírozott Közlekedésfejlesztési Operatív Program legfontosabb projektjei közé. Az autópályákat építtető Nemzeti Autópálya Zrt. (2007-től Nemzeti Infrastruktúra-fejlesztő Zrt., NIF) 2006 kora tavaszán újabb tervpályázatot írt ki egy 2×2 sávos közúti Tisza-híd megépítésére. A bíráló bizottság az öt pályamű közül végül a Pont-TERV Zrt. által benyújtott terveket találta a legjobbnak.

### Építés
A híd 13 milliárd forintba került. A kivitelező az A-Híd Építő Zrt. volt. A híd alapkövét 2008. június 11-én rakták le. Az építkezés érdemi része a Tisza szokatlan nyár végi áradása miatt csak 2008 augusztusának végén, a pilonokat tartó cölöpök kibetonozásával kezdődött. A cölöpözést jelentősen megnehezítette a Tisza árterét eluraló sár. A pillérek 2009 nyarára készültek el. A felszerkezet elemeit hajókon szállították az építkezés helyszínére.
2010 októbere első felében a híd két oldala összezárt. A kivitelezők számára azonban a „zárás” után sem ért véget a munka: következő lépéseként elkészítették, majd szigetelték a szegélyeket, ezután sor került a pályalemez aszfaltozására, illetve a korlátok felszerelésére. Végül kiépítették a híd díszkivilágítását, így az autósok teljes pompájában vehették azt birtokba. A híd próbaterhelésére 2011. március 11. és 13. között került sor, az átadására pedig április 20-án.
Ezt követően a 4412-es úton 2013-ban megszűnt a Tápé és Maroslele közötti kompjárat.

### Neve
2010 tavaszán egy internetes szavazáson Móra Ferencet választották a híd névadójának, melyet a Földrajzinév-bizottság határozata megerősített.

## Díjak, elismerések
A Móra Ferenc híd közlekedési létesítmény kategóriában Építészeti Nívódíjat kapott 2012-ben; a szakmai elismerést az Építőipari Mesterdíj Alapítvány ítéletének eredményeképpen kapta meg a híd.

## Képgaléria

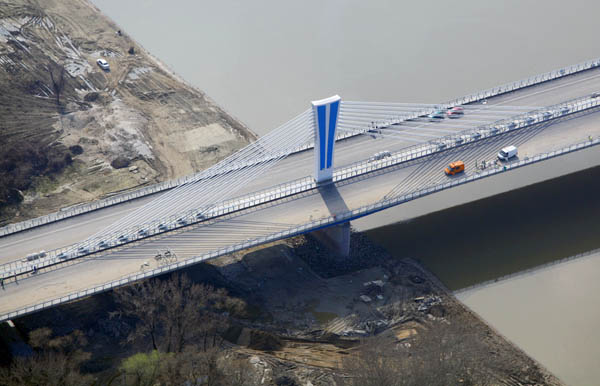
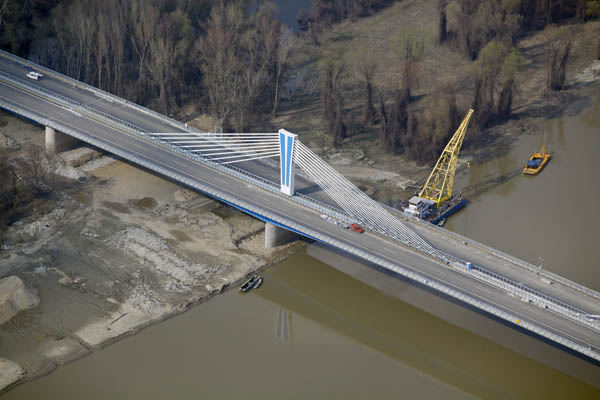
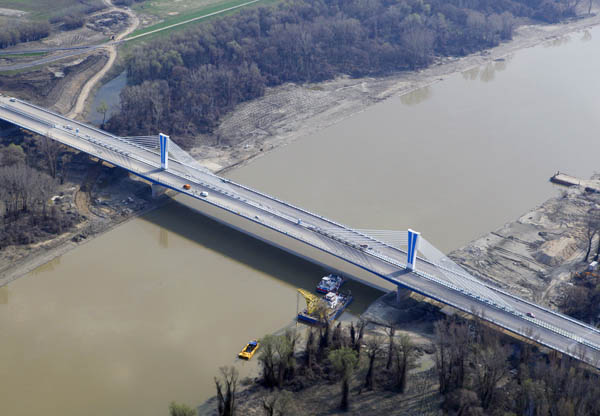
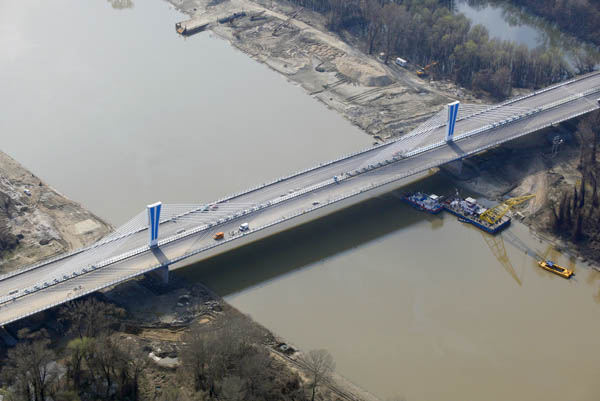